# Ladislao Vajda
Ladislao Vajda Weisz —conocido artísticamente tan solo como Ladislao Vajda y cuyo nombre original en húngaro es Vajda László (Budapest, 18 de agosto de 1906-Barcelona, 25 de marzo de 1965)— fue un cineasta húngaro y más tarde español que trabajó en Reino Unido, Hungría, Francia, Italia, España, Portugal, Suiza y Alemania. 
Pieza clave en el panorama cinematográfico español entre los años 40 y 50, alcanzó la fama con Marcelino, pan y vino, adaptación de la novela del mismo nombre de José María Sánchez Silva. Fue candidato en una ocasión para el Oso de Oro del Festival de Berlín y en varias ocasiones para la Palma de Oro del Festival de Cannes, donde formó parte del jurado en 1958.

## Biografía
Nacido con el nombre de László Vajda Weisz, fue hijo del popular actor, director y escenógrafo Ladislaus Vajda. Comenzó su carrera como guionista en el cine mudo austriaco y alemán trabajando como montador en los años 30 junto a nombres como los de Billy Wilder o Henry Koster. En esos años también realizó tareas de dirección artística. Fue el guionista de La caja de Pandora (1929) de Pabst, una de las películas más famosas del cine mudo.
Uno de sus primeros trabajos como director fue El hombre bajo el puente (1936), película húngara influida por Pabst o Wiene. En 1938, año previo al del inicio  de la Segunda Guerra Mundial se asentó en París y luego en Italia, donde dirigió dos largometrajes. La prohibición por Mussolini del segundo de ellos, Giuliano de Medici (en español Conjura en Florencia) (1941), con la gran Conchita Montenegro, motivó que se trasladara a España, donde se asentó. Aquí debutó con Se vende un palacio (1943), film protagonizado por Mary Santamaría, Roberto Rey, Manolo Morán y José Nieto.
Más tarde vinieron títulos con Antonio Casal de protagonista como Te quiero para mí (1949), filme que supuso el debut de una jovencísima Sara Montiel. Otras películas con Antonio Casal fueron: Doce lunas de miel (1944) y Cinco lobitos (1945), adaptación de una obra de los hermanos Quintero.
Con Portugal coprodujo Ladislao Vajda el policial Barrio (1947) y Tres espejos (1947), con Rafael Durán y Mary Carrillo. 
Vajda también rodó en Inglaterra The Golden Madonna (1949), una película de aventuras protagonizada por Phyllis Calvert y Michael Rennie y The Woman with No Name (1959).
Sin duda, fueron los años 50 los de su mayor esplendor artístico. En las películas de esta etapa podemos observar la clara influencia del realizador alemán Fritz Lang, sobre todo en sus sugerentes atmósferas, su gran nervio narrativo y una estética derivada del expresionismo alemán que nunca abandonó. Los principales títulos de esta época son: Carne de horca (1953), con Pepe Isbert; Marcelino pan y vino (1955) y Mi tío Jacinto (1956), con Pablito Calvo; Tarde de toros (1956) y Un ángel pasó por Brooklyn (1957), filme igualmente pensado para el lucimiento de Pablito Calvo, el cual contó con Pepe Isbert y el astro internacional Peter Ustinov.
Uno de los títulos más destacados de Vajda es El cebo (1958), un thriller sobre un asesino en serie de niñas, coproducido entre España, Alemania y Suiza, y basado en una adaptación de la novela del suizo Friedrich Dürrenmatt, quien además firmó el guion del filme. Años después el autor suizo editó ese guion en forma de novela bajo el título de La promesa (1958). De la misma historia se han llegado a rodar hasta tres versiones más, siendo la más reciente El juramento (2001), dirigida por Sean Penn y protagonizada por Jack Nicholson.
La mayoría de la filmografía de Vajda gozó de un gran favor popular y de crítica: Marcelino, pan y vino y Mi tío Jacinto consiguieron premios en el Festival de Cannes y el Festival de Berlín; Tarde de toros fue nominada a la Palma de Oro y El cebo al Oso de Berlín.
Fue el descubridor de Sara Montiel.
Durante los años 60, Vajda realizó varias obras menores en Alemania y España.
Falleció en Barcelona en 1965 a los 58 años de un infarto, mientras rodaba La dama de Beirut, protagonizada por Sara Montiel.
En la actualidad su obra está siendo valorada de nuevo y se le considera como uno de los nombres importantes de la cinematografía europea.

## Filmografía

### Filmografía como director
- La dama de Beirut (1965)
- Una chica casi formal (1963)
- Atraco (1963)
- Der Lügner (1961)
- Die Schatten werden länger (1961)
- María, matrícula de Bilbao (1960)
- Apenas un duende (1959)
- El cebo (1958)
- Un ángel pasó por Brooklyn (1957)
- Mi tío Jacinto (1956)
- Tarde de toros (1956)
- Marcelino, pan y vino (1955)
- Aventuras del barbero de Sevilla (1954)
- Carne de horca (1953)
- Doña Francisquita (1952)
- Ronda española (1952)
- The Woman with No Name (1950)
- Sin uniforme (1950)
- Séptima página (1950)
- The Golden Madonna (1949)
- Call of the Blood (1948)
- Barrio (1947)
- Tres espejos (1947)
- Cinco lobitos (1945)
- O Diabo São Elas (1945)
- El testamento del virrey (1944)
- Te quiero para mí (1944)
- Doce lunas de miel (1944)
- Se vende un palacio (1943)
- Giuliano de Medici (1941)
- La zia smemorata (1940)
- Péntek Rézi (1938)
- Fekete gyémántok (1938)
- Döntö pillanat (1938)
- Magdát kicsapják (1938)
- Az Én lányom nem olyan (1937)
- A Kölcsönkért kastély (1937)
- The Wife of General Ling (1937)
- Wings Over Africa (1937)
- Három sárkány (1936)
- Ember a híd alatt (1936)
- Szenzáció (1936)
- Haut comme trois pommes (1935)
- Love on Skis (1933)
- Where Is This Lady? (1932)

### Filmografía como director artístico
- La Dama de Beirut (1965)
- Die Schatten werden länger (1961)
- María, matrícula de Bilbao (1960)
- El cebo (Es geschah am hellichten Tag) (1958)
- Un ángel pasó por Brooklyn (1957)
- Mi tío Jacinto (1956)
- Marcelino pan y vino (1955)
- Dona Francisquita (1953)
- La mujer sin nombre (The Woman with No Name) (1950)
- La Zia smemorata (1940)
- Ember a híd alatt (1936)

### Filmografía como montador
- Café Moszkva (1936)
- Ball im Savoy (1935)
- Es war einmal ein Walzer (1932)

### Filmografía como productor
- Un ángel pasó por Brooklyn (1957)

### Filmografía como actor
- Sin uniforme (1950)

## Premios y distinciones
Festival Internacional de Cine de Berlín
| Año  | Categoría                         | Película             | Resultado |
| ---- | --------------------------------- | -------------------- | --------- |
| 1955 | Oso de Plata a la mejor dirección | Marcelino pan y vino | Ganador   |
| 1956 | Oso de Plata de la audiencia      | Mi tío Jacinto       | Ganador   |

Festival Internacional de Cine de Cannes
| Año  | Categoría   | Película             | Resultado |
| ---- | ----------- | -------------------- | --------- |
| 1955 | Premio OCIC | Marcelino pan y vino | Ganador   |

Medallas del Círculo de Escritores Cinematográficos
| Año  | Categoría      | Película              | Resultado |
| ---- | -------------- | --------------------- | --------- |
| 1955 | Mejor director | Marcelino, pan y vino | Ganador   |
| 1956 | Mejor director | Tarde de toros        | Ganador   |

Premios San Jorge
| Año  | Categoría                        | Película                   | Resultado |
| ---- | -------------------------------- | -------------------------- | --------- |
| 1957 | Mejor director español           | Un ángel pasó por Brooklyn | Ganador   |
| 1958 | Mejor director español           | El cebo                    | Ganador   |
| 1958 | Mejor guion de película española | El cebo                    | Ganador   |